# Odontoptila klagesi
Odontoptila klagesi là một loài bướm đêm trong họ Geometridae.